# Zumbun jezik
Zumbun jezik  (ISO 639-3: jmb), afrazijski jezik zapadnočadske skupine, kojim govori 2 000 ljudi (1995 CAPRO) u nigerijskoj državi Bauchi.
Prema seoskom središtu Jimbim gdje živi glavnima govornika naziva i jimbin ili jimbinawa.

## Vanjske poveznice
- Ethnologue (14th)
- Ethnologue (15th)